# Simulium wellmanni
Simulium wellmanni är en tvåvingeart som beskrevs av Émile Roubaud 1906.
Simulium wellmanni ingår i släktet Simulium och familjen knott. Inga underarter finns listade i Catalogue of Life.